# Aérodrome d'Elstree
L'aérodrome de Londres-Elstree (OACI: EGTR) est un aérodrome situé à Elstree, situé à 4,8 km à l'est de Watford, Hertfordshire, en Angleterre.
Cet aérodrome est doté d'une licence qui permet des vols pour le transport public de passagers ou de vol d'instruction tel qu'autorisé par le titulaire de la licence (Aldenham Aviation LLP).

## Situation
| Heathrow Gatwick Stansted Luton City Southend Blackbushe Denham Elstree Fairoaks Farnborough Lydd North Weald Redhill Rochester Stapleford White Waltham Wycombe RAF Northolt Damyns Hall Biggin Hill Oxford Héliport |

## Activités
L'aérodrome est redevenu civil en 1946 et il est depuis utilisé par les aéro-clubs et les pilotes privés.

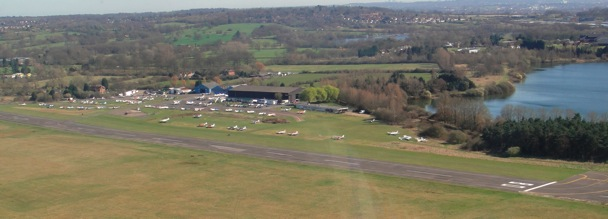
Elstree Aérodrome vu depuis le nord-ouest.